# Парламентские выборы в Сан-Марино (1974)
Парламентские выборы в Сан-Марино проходили 8 сентября 1974 года. Христианские демократы остались самой крупной партией парламента с 25 из 60 мест. Явка составила 80 %.
Коалиция с Сан-Маринской независимой демократической социалистической партией из-за трений продержалась 4 года, после чего в 1978 году были объявлены досрочные выборы.

## Результаты
| Партия                                                            | Голоса | %    | Мест | +/-   |
| ----------------------------------------------------------------- | ------ | ---- | ---- | ----- |
| Сан-Маринская христианско-демократическая партия                  | 5 451  | 39,6 | 25   | ▼2    |
| Сан-Маринская коммунистическая партия                             | 3 246  | 23,6 | 15   | ▲1    |
| Сан-Маринская независимая демократическая социалистическая партия | 2 119  | 15,4 | 9    | ▼2    |
| Сан-Маринская социалистическая партия                             | 1 914  | 13,9 | 8    | ▲1    |
| Комитет защиты республики                                         | 407    | 3,0  | 1    | новая |
| Демократическая народная партия                                   | 272    | 2,0  | 1    | новая |
| Движение за конституционные свободы                               | 223    | 1,6  | 1    | ▬0    |
| Коммунистическая партия (марксистско-ленинская) Сан-Марино        | 121    | 0,9  | 0    | ▬0    |
| Недействительных/пустых бюллетеней                                | 333    | -    | -    | -     |
| Всего                                                             | 14 086 | 100  | 60   | 0     |
| Зарегистрированных избирателей/ Явка                              | 17 673 | 79,7 | -    | -     |
| Источник: Nohlen & Stöver                                         |        |      |      |       |